# Vallefiorita
Vallefiorita är en ort och kommun i provinsen Catanzaro i regionen Kalabrien i Italien. Kommunen hade 1 677 invånare (2018).